# Wang Hee-kyung
Wang Hee-kyung (16 luglio 1970) è un'ex arciera sudcoreana.

## Palmarès
- Giochi olimpici

Seoul 1988: oro nella gara a squadre e argento nell'individuale